# 天津麻將
天津麻将是天津地区普遍采用的麻将规则，与國標麻將有较大区别。天津麻将许碰、不许吃、没有放炮，中下滚混儿，常见的和牌牌型包括“混儿吊”、“捉伍儿”、“龙”等。

## 用具
天津麻将不使用花牌，使用包括全部箭牌、刻牌在内的共计136张牌。所以在码牌时，四人各自在门前码34张牌（17墩）。
使用两个色子（骰子）。

## 打风
在牌局开始前或每锅（即国标麻将中的“局”）牌打完后要通过打风决定每个人的座位。
1. 牌局开始前四家随意入座，或完成一锅后按照上次的座位入座。
2. 从牌堆中找出“东”“南”“西”“北”各一张牌，扣在桌上洗匀。
3. 四个人中随意选一个人掷色子，由点数决定第一局的庄家（即东家）的座位的位置。
4. 由现在坐在东家座位的人开始逆时针依次从这四张牌中拿一张牌，并按照牌面对号入座。
5. 如果打风发生在打完一锅后，且打风后上下家的关系未发生变化：则打风无效，需要重新打风。

## 开牌
1. 在码好牌后，首先由庄家掷色子；
2. 根据色子的点数，从庄家开始顺东南西北方向数点数个位置确定第二个掷色子的人；
  - 数到5、9时由庄家自己，以此类推。
  - 此处的口诀有“五九自手”“二六十过”“三七11对门”“四八12到底”。
3. 之后第二个人同样掷一次色子；
4. 计算两次掷色子的点数和（四个色子的点数和），从第二次掷色的人所码的牌墙左侧向右侧数点数墩（如果超过17则顺着数到下一个人的牌墙），从与点数相合的一墩开始抓牌。

## 混儿牌
- 天津麻将中混儿（/xwəɻ53/）牌即为百搭，可以在和牌时代替任意一张牌，但不能用来代替别的牌碰、杠。（相当于有些地方的“听用”“财神”）
- 行牌中不能将混儿牌打出，否则成为“小相公”。
- 抓牌后由庄家的对门掷色子，从开牌的位置反方向数，翻开与点数相同的那一墩上面的那张牌，作为混儿。
- 一般的规则中混儿牌为7张，中下滚混儿：即翻开的那张及它下一张都是混儿。
  - 下一张指序号加一，如果是最后一张则下一张为第一张，风牌箭牌单独算。
  - 例如伍万的下一张是六万，北风的下一张为东风。
  - 三元牌的顺序为中-发-白，即如果翻出来的是中，则中和发都是混儿。风牌的顺序是东-南-西-北。

## 行牌
- 天津麻将不允许吃，但可以碰、杠。
- 无论是否和牌是谁和牌，杠牌都会计分，明杠为1分，暗杠为2分。
- 暗杠时不同于国标：至少要将一张牌亮出使大家知道什么牌开的暗杠。
- 杠牌时从抓牌的相反方向（混儿牌后面，从后向前）拿牌。
  - 如果混儿后面已经没有牌可以拿，有的规则中会跳过混儿拿混儿前面的牌；
  - 有的规则会认为是荒牌。

## 相公
- 若由于某些原因（如开杠没拿底牌），导致在行牌到一半时发现一家的牌张数目错误，则称“相公”
  - 若多张则为“大相公”，此时不能和牌，不能开杠。
  - 若少张则为“小相公”，此时不能和牌，但可以开杠。
    - 行牌中若将混儿牌打出会被认定为小相公。

## 和牌
- 和牌也被称为提溜儿（/ti21ljoʊɻ21/），有时提溜儿也特指小和。
- 不允许特殊牌型（如七对、全不靠、组合龙等）和牌，只能四副（顺子、刻子或杠）一将。
- 天津麻将中没有“听”和“包”的规则。只能自摸和（包括杠开和），不能点和（包括抢杠和）。
  - 即便是杠别人打出的牌后杠开在结算分数时仍然要和其他全部三家结算。
- 如果和“捉伍儿”“混儿吊”需要单放。
- 一般的规则中和牌必须达到的最低分数2分（不计杠分），即不允许“小和”。否则算作诈和。
- 基本分并非简单由各番种相加，没有底分。

## 荒牌
- 每盘抓牌抓到混儿牌之前最后一张，仍没有人和牌即为荒牌。
- 开杠时若混牌后没有底牌在有的规则中也被认为是荒牌。

## 连庄
- 若庄家和牌则连庄；如果荒牌且庄家没有杠、旁家有杠则不连庄；否则荒牌连庄。
- 有的规则中没有人和牌时不考虑开杠，庄家连庄。

## 番种
数不出任何番种的和牌称为“小和”。但一般的规则中规定起和番为2番，所以一般是不允许小和的。
天津麻将没有国标麻将中的绝大多数番种，有一些独特的番种，列举如下。

### 基本番种
1. （双）混儿吊（2番）
  - 由于混儿做百搭，当用混儿单钓将的时候显然可以和任意一张牌，这时为混儿吊。当最后一张牌可以和两个混儿组成一副的时候则为双混儿吊。
2. 没混儿（素的）（2番）
  - 没有混儿牌的和牌。
3. 杠开（2番）（与国标麻将中的“杠上开花”相似）
  - 开杠抓进的牌成和牌。
4. 捉伍儿（捉伍万，捉伍奎）（3番）
  - 指最后一张抓的是伍万（可以用混儿代替，下面所述的都如此），而且有四伍六万一副牌的和牌。
5. 龙（4番）（与国标麻将中的“清龙”相似）
  - 有一种花色1-9相连接的序数牌。这些牌作为三副牌。
6. 本混儿龙（8番，另计“龙”）
  - 龙的花色混儿的花色相同。
7. 天和、地和（分数有争议，一般认为是4番）
  - 庄家立手和牌为天和，闲家抓第一颗牌和牌为地和。

### 番种叠加
上面所述的番种单独存在即可以和牌。
遇到龙和捉伍儿同时存在时先将这两个相加，之后各番种做乘法运算，所得的结果即为最终的结果。除“混儿吊”、“没混儿”不可能相遇外，其它都可以相互叠加。
叠加后一般不讲各番种单独讲出，而是将这些番种组合成一个名称。
1. 双混儿伍儿（双混儿捉伍儿）（6番）：混儿吊×捉伍儿
  - 如果上除了伍万混儿以外的其它牌可以和“双混儿吊”的情况下上伍万或混儿，即为双混儿伍儿。
2. 没混儿伍儿（没混儿捉伍儿）（6番）：没混儿×捉伍儿
3. 捉伍儿龙（7番）：捉伍儿＋龙
  - 如果是“万子”龙，捉伍儿的“四伍六万”可以是龙里的。
4. 本混儿龙（8番）：本混儿×龙
5. 混儿吊龙（双混儿吊龙）（8番）：（双）混儿吊×龙
6. 没混儿龙（8番）：没混儿×龙
7. 双混儿捉伍儿龙（14番）：双混儿吊×（捉伍儿＋龙）
  - 上任意一张牌可以和“双混儿吊×龙”，此时上“伍万”即和。
  - “四伍六万”不能是龙里面的，因为如果在龙里面则不能保证在不上“伍万”的时候可以和“双混儿吊×龙”。
  - 由于龙占用三副，捉伍儿占用第四副，所以不存在“杠开双混儿捉伍儿龙”。
8. 没混儿捉伍儿龙（14番）：没混儿×（捉伍儿＋龙）
9. 捉伍儿本混儿龙（14番）：本混儿×（捉伍儿＋龙）
10. 混儿吊本混儿龙（16番）：混儿吊×本混儿×龙
11. 双混儿捉伍儿本混儿龙（28番）：混儿吊×本混儿×（捉伍儿＋龙）
  - “双混儿捉伍儿龙”一样，“四伍六万”不能是龙里面的，没有对应的杠开。

## 坐庄拉庄
庄家可以在一盘牌开始之前选择坐庄。若庄家选择坐庄则这盘中庄家和其他闲家在这一盘结算时分数乘以2。
若庄家选择坐庄，闲家可以选择拉庄，有的规则允许最多拉两庄。若闲家选择拉庄，在这一盘结算分数时这个闲家和庄家之间的分数再乘以2（如果拉两庄的话就是乘以4）。

## 规则变种

### 铲
大部分的规则中没有“铲”。庄家打出第一张牌后，其他三家分别跟打相同的牌的情况称为铲。此时一般有以下几种规则（注意，这里不是由庄家选择，而是规则上存在差异）：
- 这一盘被认为结束洗牌后重新开始；
- 庄家输给其他三家每家1分，之后继续正常进行。

### 混儿杠
混儿杠也称金杠，即用混儿开杠。根据不同的规则，分数不同：有的规则不允许开混儿杠，其他的规则则认为混儿杠4到8分不等。

### 素的
一般情况下认为“素的”和“没混儿”是同一个番种的不同名称。但有的规则中规定当“素的”被理解为“混儿牌不做混儿用”，此时“素的”便可以和诸如“混儿吊”、“本混儿（龙）”组合。和“混儿吊”组合一般不能令人接受，而和“本混儿（龙）”组合的规则确实存在。

### 刮大风
一些网络游戏提供商提供了一个称为“刮大风”的变种规则，称其目的是为了遏制网络游戏中伙牌的情况。但实际上，这种规则在生活中并未采用。
这种规则变种同上面所述的规则的主要区别在于：
1. 不准和混儿吊（但不限制混儿吊和其他牌型的叠加，如混儿吊龙）；
2. 没混儿为4番（没混儿和其他番种叠加时亦为4倍）；
3. 没有天和；
4. 荒牌的情况下杠牌不计算分数；
5. 如果混牌不是风牌使用上中下滚混儿的11张混儿；否则东南西北风都是混儿（15张混儿）。

## 外部連結
- TJMJ：一個由HTML和Javascript实现的單機版天津麻將遊戲。遵循GNU通用公共许可证第三版发布。